# Джелонда
Джело́нда (рос. Джелонда) — село у складі Могочинського району Забайкальського краю, Росія. Входить до складу Сбегинського сільського поселення.

## Населення
Населення — 125 осіб (2010; 152 у 2002).
Національний склад (станом на 2002 рік):
- росіяни — 98 %